# Claude Garamont

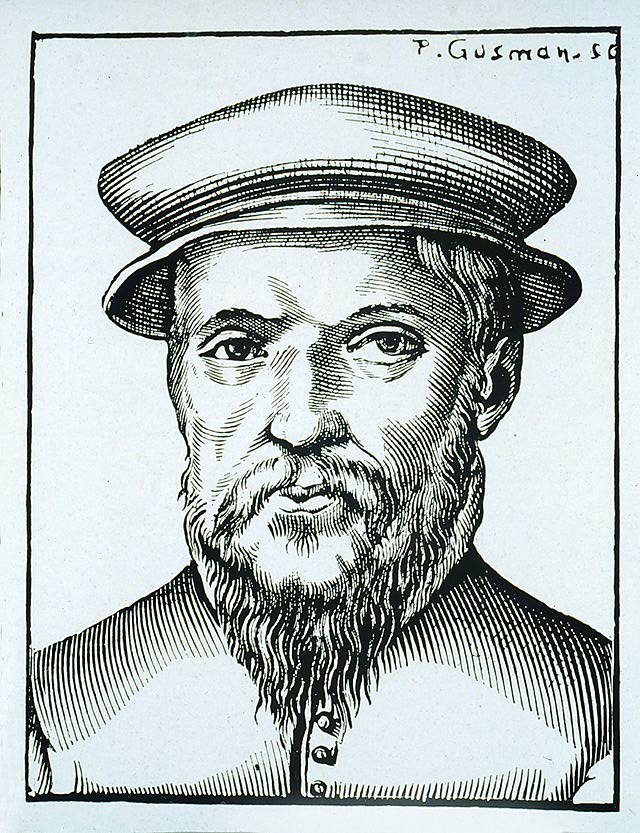
Claude Garamont

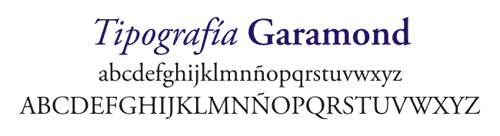
Caractere tipografice Garamond

Claude Garamont (n. 1499, Paris - d. 1561, Paris), deseori consemnat în scris Garamond (din cauza pseudonimului său Garamondus), a fost un tipograf, creator și topitor de caractere tipografice francez.
Împreună cu Guillaume I Le Bé și cu Robert Granjon, este unul din cei mai cunoscuți creatori de caractere tipografice franceze din secolul al XVI-lea. Este mai ales creatorul tipului „Grecs du Roi”, o serie de fonturi grecești copiate din modelele manuscrise, precum și a unui renumit tip roman care poartă numele său și va fi copiat din abundență de-a lungul timpului
A învățat meseria începând din anul 1510, fiind elevul lui Antoine Augereau, un gravor de caractere tipografice parizian care se reconvertise la meseria de librar și tipograf.
Consilierul și capelanul regelui Francisc I, Pierre Duchâtel a comandat în anul 1540 lui Garamond  originalele a trei tipuri de caractere ale unui alfabet grecesc, pe cheltuiala lui Robert Estienne, care le-a folosit în edițiile sale grecești începând cu 1543.

## Legături externe
- fr Claude Garamont pe site-ul garamond.culture.fr
- fr «Claude Garamond, graveur et fondeur de caractères», typographie.org Arhivat în 4 septembrie 2019, la Wayback Machine.
- fr  EB Garamond, font open source